# 싱가포르 전략

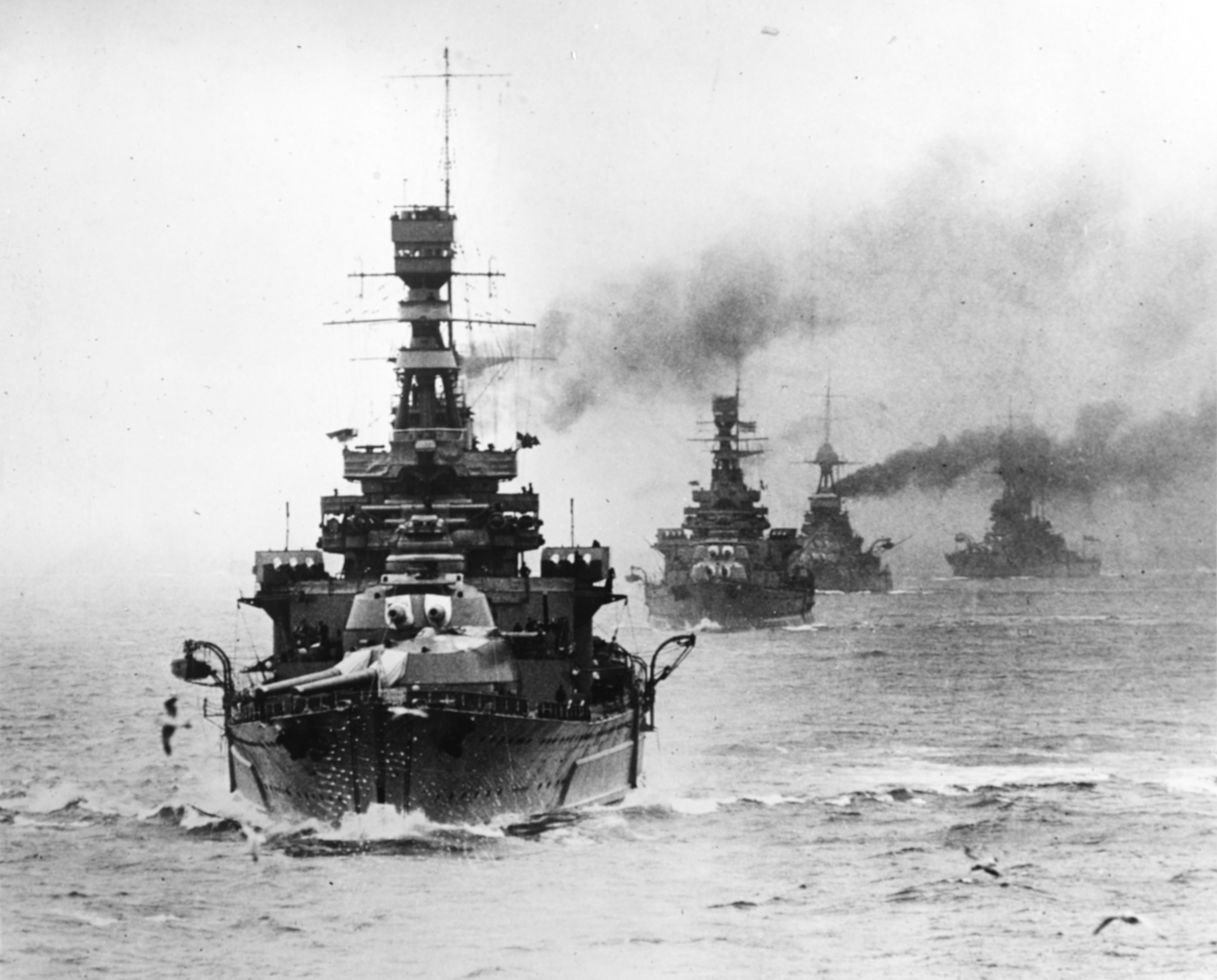

대영제국의 싱가포르 전략은 1919년에서 1941년까지 입안된 일련의 전쟁기획 안에서 발전한 군사방위정책이었다. 일본제국 해군의 남진정책을 막아 인도와 오스트레일리아를 방위하고 극동에 영국해군을 주둔시키는 것을 기본틀로 삼았다. 이러한 목표를 달성하기 위해서는 시설이 잘 갖춰진 군사기지가 필요했는데 1919년 최적지로 육지로부터의 공격이 용이한 홍콩을 대신해 싱가포르가 선정되었고 이후 20여년동안 이곳에 해군기지의 건설및 보강작업이 계속되었다.

## 참고 문헌
1. ↑  Strategic Illusion: Singapore Strategy and the Defence of Australia and New Zealand, 1919-42 by Ian Hamill ,Page 150
2. ↑  The History of Singapore (The Greenwood Histories of the Modern Nations) Jean Abshire - 2011, Page 81